# Jozef Mannaerts
Jozef Jef Mannaerts est un footballeur belge né le 31 mai 1923 à  Geel (Belgique) et mort le 22 octobre 2012 à Bonheiden.

## Biographie
Jef Mannaerts débute en 1942 au KFC Verbroedering Geel. Puis il joue comme milieu de terrain au Racing Club Mechelen à partir de 1946. Le club  monte en Division 1 en 1948 et occupe alors les places d'honneur du championnat de Belgique : troisième en 1950 et en 1951, deuxième en 1952 et quatrième en 1953. Il joue également une finale de la Coupe de Belgique en 1954.
Jef Mannaerts a été international le 21 novembre 1948 lors d'un match amical joué à Anvers,  Belgique-Pays-Bas qui s'est terminé par un match nul, 1-1.

## Palmarès
- International belge A en 1948 (1 sélection)
- Champion de Belgique D2 en 1948 avec le KRC Malines
- Vice-champion de Belgique en 1952 avec le KRC Malines
- Finaliste de la Coupe de Belgique en 1954 avec le KRC Malines

- Meilleur buteur de Division 1 lors de la saison 1951-1952[6],[7].